# Váry Sándor
Váry (Schwechtje) Sándor (Csongrád, 1909. március 8. – Budapest, 1945. július 3.) ökölvívó, birkózó, pankrátor és zeneszerző.

## Élete
1909-ben született a Csongrád vármegyei Csongrádon, felmenői németek voltak. Már gyermekkorában igen szeretett és tudott sportolni. Atlétikával kezdett, majd a birkózásban volt sikeres. A szobrászok fölfigyeltek arányos, szép testalkatára, és gyakran hívták modellnek. Ő volt Pásztor János akadémikus szobrász legismertebb modellje, Rákóczi nagyfejedelem Országház előtti lovas szobra alakját is róla mintázta. Ekkor magyarosította családnevét. Nála ismerkedett meg Varga Bélával, a stockholmi olimpia 3. helyezettjével, aki beajánlotta a Magyar Atlétikai Clubba. Jó mesterek kezébe került. A következő évben mint bokszoló ifjúsági bajnokságot nyert. 1929-ben a Magyarország–Olaszország válogatott mérkőzésen kiütötte az olasz bajnokot. Sportpályafutása föllendült, hamarosan nem akadt Európában ellenfele. A bokszolást abbahagyta, amikor 1936-ban a Tengerentúlra hívták profi szabadstílusú birkózónak. Másfél évig tartózkodott az Amerikai Egyesült Államokban. Hivatalosan a világranglista második helyezettje lett, 200 mérkőzéséből 190 győzelemmel, 5 döntetlennel és 5 pontozásos vereséggel. Válla soha nem érte a padlót.
Amerikában színészként is föllépett, idehaza is vállalt kisebb filmszerepeket (Gül Baba, Csákó és kalap). 1940-ben végleg hazajött csongrádi szőlejébe. Megnősült, született egy fia (Csaba) és egy lánya (Ildikó). A birkózást soha nem hagyta abba. A háború után hívták vissza Amerikába, nem ment.
Váry Sándor világbajnok csongrádi birkózó 1943 januárjában Budapesten mint pankrátor mutatkozott be, erről a filmhíradó (Magyar Világhíradó, 1943. január) így tudósít:  címe: „Magyarországon is terjed a pankráció, a birkózás és az ökölvívás sajátos keveréke / Elhangzó szöveg: Budapesten az utóbbi időben vált ismertté és kedveltté a pankráció, amely a szabadstílusú birkózást és az ökölvívást egyesíti magában. A Nemzeti Sportcsarnokban a magyar Váry Konstantinoff bolgár Európa-bajnok ellen állt ki.”